# 남승희
남승희(1987년 10월 5일 ~ )은 대한민국의 가수이다.

## 가족 관계
- 가족 : 부모님, 언니, 여동생

## 데뷔
- 2008년 1집 앨범 "두근두근"

## 음반
- 2008년 두근두근
- 2011년 애인

## 수상
- 2011년 토요일 가족이 부른다 1승